# Deary
Deary è una città degli Stati Uniti d'America, situata nella contea di Contea di Latah, nello Stato dell'Idaho.